# T-15 (原子炉)
T-15はロシアのクルチャトフ研究所にある核融合研究炉。ソビエト時代に開発されたトカマク型の設計に基づいている。プラズマの制御のために超伝導磁石を利用した最初の核融合研究炉である。
T-15は1988年に最初のプラズマ生成を達成した。1996年から1998年にかけてITERの設計作業のための予備研究のために超伝導磁石を使った改良が行われた。
2005年1月、実験は資金不足から中止された。